# Liste der Orte im Kreis Caraș-Severin

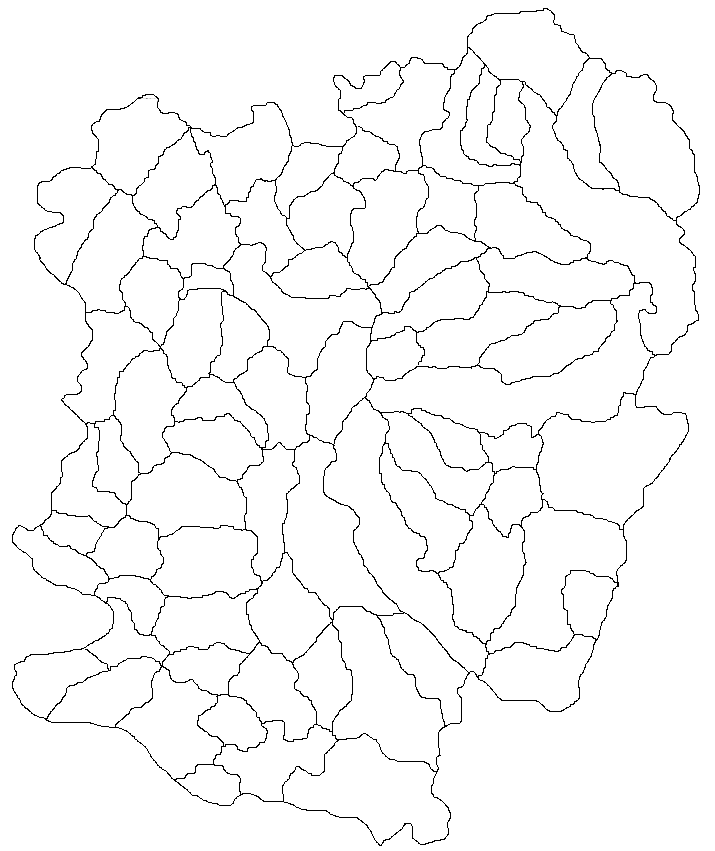
Gemeinden des Kreises Caraș-Severin

Der Kreis Caraș-Severin  in Rumänien besteht aus offiziell 310 Ortschaften. Davon haben 8 den Status einer Stadt, 69 den einer Gemeinde. Die übrigen sind administrativ den Städten und Gemeinden zugeordnet.

## Städte
| - Anina - Băile Herculane - Bocșa | - Caransebeș - Moldova Nouă - Oravița | - Oțelu Roșu - Reșița |

## Gemeinden
| - Armeniș - Bănia - Băuțar - Berliște - Berzasca - Berzovia - Bolvașnița - Bozovici - Brebu - Brebu Nou - Buchin - Bucoșnița - Carașova - Cărbunari - Ciclova Română - Ciuchici - Ciudanovița - Constantin Daicoviciu - Copăcele - Cornea - Cornereva - Coronini - Dalboșeț | - Doclin - Dognecea - Domașnea - Eftimie Murgu - Ezeriș - Fârliug - Forotic - Gârnic - Glimboca - Goruia - Grădinari - Iablanița - Lăpușnicel - Lăpușnicu Mare - Luncavița - Lupac - Marga - Măureni - Mehadia - Mehadica - Naidăș - Obreja - Ocna de Fier | - Păltiniș - Pojejena - Prigor - Ramna - Răcășdia - Rusca Montană - Sacu - Sasca Montană - Sichevița - Slatina-Timiș - Socol - Șopotu Nou - Târnova - Teregova - Ticvaniu Mare - Topleț - Turnu Ruieni - Văliug - Vărădia - Vermeș - Vrani - Zăvoi - Zorlențu Mare |

## 2
| - 23 August |

## A
| - Agadici | - Apadia | - Arsuri |

## B
| - Bărbosu - Bârz - Bârza - Baziaș - Belobreșca - Bigăr - Biniș - Bogâltin | - Bogodinț - Boina - Boinița - Bojia - Borlova - Borlovenii Noi - Borlovenii Vechi | - Borugi - Bratova - Brădișoru de Jos - Brestelnic - Brezon - Broșteni - Bucova |

## C
| - Calina - Câlnic - Camena - Camenița - Câmpia - Cănicea - Cârnecea - Cârșa Roșie - Cârșie - Căvăran - Cicleni | - Ciclova Montană - Ciortea - Cireșa - Cireșel - Ciuta - Clocotici - Comorâște - Cornișoru - Cornuțel - Costiș | - Cozia - Cozla - Cracu Almăj - Cracu Mare - Cracu Teiului - Crușovăț - Crușovița - Cuptoare (Cornea) - Cuptoare (Reșița) - Curmătura |

## D
| - Dalci - Delinești - Dezești - Divici | - Dobraia - Dolina - Doman | - Drencova - Driștie - Duleu |

## E
| - Ersig |

## F
| - Feneș | - Fizeș | - Frăsiniș |

## G
| - Gărâna - Gârbovăț - Gârliște - Gherteniș | - Giurgiova - Globu Craiovei - Globurău - Goleț | - Gornea - Greoni - Gruni |

## H
| - Hora Mare | - Hora Mică |

## I
| - Iabalcea - Iam - Iaz | - Iertof - Ilidia - Ilova | - Ineleț - Izgar - Izvor |

## J
| - Jitin | - Jupa |

## L
| - Lescovița - Liborajdea - Lindenfeld | - Liubcova - Lucacevăț | - Lunca Florii - Lunca Zaicii |

## M
| - Măcești - Maciova - Macoviște (Ciuchici) - Macoviște (Cornea) - Măgura - Mal | - Marila - Martinovăț - Măru - Mâtnicu Mare - Mercina - Mesteacăn | - Milcoveni - Moceriș - Moldova Veche - Moldovița - Moniom |

## N
| - Negiudin | - Nermed | - Nicolinț |

## O
| - Obița - Ogașu Podului | - Ohaba-Mâtnic | - Ohăbița |

## P
| - Padina Matei - Pârneaura - Pârvova - Pătaș - Pecinișca - Peștere - Petnic - Petrilova - Petroșnița | - Plopu - Plugova - Pogara - Pogara de Sus - Poiana - Poiana Lungă - Poiana Mărului - Poienile Boinei - Poneasca | - Potoc - Preveciori - Prilipeț - Prisaca - Prisăcina - Prisian - Prislop (Cornereva) - Prislop (Dalboșeț) - Putna |

## R
| - Răchita - Răchitova - Radimna - Rafnic - Ravensca | - Remetea-Pogănici - Reșița Mică - Rugi - Ruginosu - Rusca | - Rușchița - Rusova Nouă - Rusova Veche - Ruștin |

## S
| - Sadova Nouă - Sadova Veche - Sălbăgelu Nou - Sasca Română - Sat Bătrân - Scăiuș - Scărișoara - Secășeni - Secu | - Sfânta Elena - Slatina-Nera - Soceni - Socolari - Șopotu Vechi - Șoșdea - Stăncilova - Steierdorf - Știnăpari | - Streneac - Strugasca - Studena - Sub Crâng - Sub Margine - Sub Plai - Șumița - Surducu Mare - Șușca |

## T
| - Țațu - Țerova | - Ticvaniu Mic - Tincova | - Tirol - Topla |

## U
| - Urcu |

## V
| - Valea Bistrei - Valea Bolvașnița - Valea Mare - Valea Minișului - Valea Orevița - Valea Ravensca - Valea Răchitei | - Valea Roșie - Valea Sicheviței - Valea Timișului - Valeadeni - Valeapai - Vama Marga - Var | - Vălișoara - Vârciorova - Verendin - Vodnic - Voislova - Vrăniuț |

## Z
| - Zăgujeni - Zănogi - Zănou - Zăsloane | - Zbegu - Zervești - Zlagna - Zlatița | - Zmogotin - Zoina - Zorile - Zorlencior |